# Egon H. Rakette
Egon Helmut Rakette (* 10. Mai 1909 in Ratibor, Oberschlesien; † 2. Oktober 1991 in Oberwinter) war ein deutscher Schriftsteller.

## Leben
Rakette war Einzelkind, das nur wenig soziale Kontakte hatte und von seinen Eltern streng überwacht wurde. Nach ihrem Willen sollte er sich in die Erziehungsgemeinschaft eines reformpädagogisch ausgerichteten Landerziehungsheims einfinden. Dies war das Pädagogium Schloss Lähn im Bobertal bei Hirschberg (heute: Jelenia Gora) in Schlesien. Wie er in seiner Autobiografie Im Zwiespalt der Zeit ausführt, wurde er hier Opfer einer Klassenkameradschaft, in der Pennälerrituale und homoerotische Grenzüberschreitungen unter Schülern gängig waren. Er studierte nach dem Besuch des Gymnasiums in Ratibor und Breslau Literatur sowie Kunstgeschichte in Breslau und Paris, insbesondere aber Architektur am Bauhaus Dessau und am Pariser Städtebauinstitut (École d’urbanisme de Paris) und wurde danach Verwaltungsbeamter in Oberschlesien. Er lebte später in Breslau. Im Zweiten Weltkrieg nahm er als Soldat der Wehrmacht am Polen- und Frankreichfeldzug teil und wurde im Juli 1940 Sonderführer im Offiziersrang und Kriegsberichter in einer Propagandakompanie in Russland. Im Oktober 1941 zeichnete ihn Reichspropagandaminister Joseph Goebbels „für hervorragende Leistungen als Kriegsberichter“ aus. 1944 wurde er vom Wehrmachtsvertreter beim Reichsjugendführer zur Mitarbeit an der Propagandareihe Kriegsbücherei der deutschen Jugend aufgefordert. Noch Anfang 1945 propagierte der Kriegsberichter Rakette mit der Schilderung aus der Schlacht um Posen, wie „deutsche Grenadiere sich selbst mit dem in einen Häuserblock eingedrungenen Feind in die Luft sprengten“, einen längst sinnlos gewordenen Opfertod. Rakette selbst überlebte den Zweiten Weltkrieg und wurde 1948 Ministerialbeamter im Büro der Ministerpräsidenten der Trizone und war danach beim Bundesrat in Bonn beschäftigt.
Er ist Begründer der Gesellschaft für Literatur und Kunst Wangener Kreis, einer Vereinigung schlesischer Schriftsteller und Künstler, deren Vorsitzender er bis 1956 war und danach Ehrenvorsitzender wurde. Außerdem war er (zusammen mit dem Ostpreußen und Vertriebenenverleger Clemens J. Neumann) Mitbegründer, langjähriger Vorsitzender und Ende der 1970er Jahre Ehrenvorsitzender des 1953 gegründeten Kulturwerks der vertriebenen Deutschen in Schloss Burg an der Wupper, das sich 1972 in West-Ost-Kulturwerk umbenannte und später in der Kulturstiftung der deutschen Vertriebenen aufging. Er lebte auf der Rheinhöhe in Remagen-Oberwinter bei Bonn und veröffentlichte Romane, Novellen, Kurzgeschichten und Lyrik sowie Herausgaben für den Wangener Kreis und das Kulturwerk.

## Schaffen
Mit dem Oder-Roman Anka machte Rakette als Architekturstudent in literarischen Kreisen Breslaus auf sich aufmerksam. Seine heimatbezogenen Bauern- und Sippenromane bedienten den Zeitgeschmack der 1940er Jahre. Sein erfolgreichstes Buch war der 1940 erschienene Roman Planwagen, eine episch angelegte Familiensaga flämischer Siedler, die vor Jahrhunderten ins „Ostland“ zogen und über die Generationen dort Wurzeln schlagen, ein Werk mit familiengeschichtlichem Hintergrund und Zeitbezug. Dieser Roman wurde 1946 in die vom österreichischen Bundesministerium für Unterricht herausgegebene Liste der gesperrten Autoren und Bücher aufgenommen, was bedeutet, dass man bei der Beurteilung des Buchs im Hinblick auf nationalsozialistische Ideologie damals der Auffassung war, dass bestenfalls „Zweifel bestehen könnten“. Nach längerer Schaffenspause als Romancier folgte nach dem Krieg mit Schymanowitz (1965) überraschend ein weiterer Sippenroman, der von einer oberschlesischen Kätnerfamilie handelt.

### Werke
Romane
- Drei Söhne. 1939.
- Planwagen. 1940. (Sonderausgabe 1941)
- Anka. 1943.
- Heimkehrer. 1947.
- Schymanowitz oder Die ganze Seligkeit. 1965.
- Die Bürgerfabrik. 1970. (2. Aufl. 1972)
- Bauhausfest mit Truxa. München 1973, ISBN 3-7766-0637-1.

Novellen und Erzählungen
- Mit vierundzwanzig liegt das Leben noch vor uns. 1952.
- Anka. 1959.
- Die Republik der Heimatlosen. 1969.
- Sie sind alle wie wir. 1976.
- Der Andere bist Du. 1978.
- Häuser haben viele Fenster. 1979.
- Der Junge von Bern. 1982.

Gedichtbände
- Rauch aus den Herbergen. Evangelische Gedichte. 1964.
- Hier und anderswo. 1969.
- Zeichengebungen. 1975.
- Widmungen. Gedichte aus fünf Jahrzehnten. 1981.

Aphorismen
- 190 Randbemerkungen. 1974.
- Binsenwahrheiten. 1979.

Sonstige
- M.U.T. Menschenschutz, Umweltschutz, Tierschutz. 1981.
- Die sprachlosen Brüder. Tiergeschichten. 1984.
- Im Zwiespalt der Zeit. Unter Literaten und Präsidenten. Erlebnisse, Erfahrungen, Ansichten aus 75 Jahren. Erinnerungen. 1985.
- Demokratieverständnis und Tierschutz. Essay. 1986.

### Herausgeberschaft
- Grenzüberschreitungen. Herausgegeben mit Unterstützung des West-Ost Kulturwerks. Herbig, München 1973.
- Max Tau, der Freund der Freunde. Mit Beiträgen von Ernst Alker. Jerratsch, Heidenheim 1977.

## Auszeichnungen
- 1942: Volksdeutscher Schrifttumspreis der Stadt der Auslandsdeutschen Stuttgart für den Roman „Planwagen“
- Silberne Eichendorff-Medaille des Deutschen Eichendorff-Museums
- Goldene Eichendorff-Plakette des Kulturwerks der vertriebenen Deutschen (späteres West-Ost-Kulturwerk)
- 1957: Vertriebenen-Film-Preis
- 1963: Paul-Barsch-Preis des Wangener Kreises
- 1964: Eichendorff-Preis des Wangener Kreises
- 1972: Hörspiel- und Erzählerpreis der Stiftung Ostdeutscher Kulturrat
- 1974: Andreas-Gryphius-Förderpreis
- 1974: Bundesverdienstkreuz
- 1979: Humanitas-Medaille in Gold des West-Ost-Kulturwerks